# Svjatoslav Richter
Svjatoslav Teofilovitsj Richter (Russisch: Святослав Теофилович Рихтер) (Zjytomyr, Oekraïne, 20 maart 1915 – Moskou, 1 augustus 1997) was een Russische pianist en componist, die geldt als een grootmeester van de pianistiek. Zijn vader Theophile was Duits, zijn moeder Anna was een Russin. Beide ouders waren eveneens pianist.

## Biografie
Richters vader gaf les aan het conservatorium in Odessa. Toen Richter acht jaar oud was, was hij al een zeer begaafd pianist. Op zijn negentiende gaf hij zijn eerste recital, toen hij werken van Chopin speelde in Odessa. Met dit optreden debuteerde hij als solist. Op zijn 22e vertrok hij naar Moskou om daar verder te studeren bij Heinrich Neuhaus aan het Conservatorium van Moskou.
Op 26 november 1940 vertolkte hij als eerste de zesde sonate van Prokofjev. Dit lastige stuk was nog nooit voor publiek uitgevoerd, maar Richter beheerste het en kreeg het publiek er laaiend enthousiast mee. Hierna vroeg Prokofjev aan Richter om zijn zopas voltooide zevende sonate ook voor het eerst voor publiek te spelen. De achtste werd voor het eerst uitgevoerd door Emil Gilels, maar de negende werd opnieuw door Richter in première gebracht; Prokofjev droeg deze sonate (zijn laatste) ook aan Richter op.
In 1945 won Richter een grote wedstrijd voor uitvoerend artiesten uit de hele Sovjet-Unie. Vier jaar later won hij ook de Stalin-prijs en verder vele officiële en officieuze onderscheidingen van het Sovjet-regime.
Tot 1960 kon Richter niet in het buitenland optreden vanwege de restricties die het regime van de Sovjet-Unie hem oplegde. Maar toen hij eenmaal vertrouwd werd kon hij regelmatig naar het buitenland reizen. Zijn New Yorkse debuut in 1960 in Carnegie Hall is legendarisch. Hij bracht zo'n dertig zomers door in Frankrijk, waar hij vanaf 1964 een jaarlijks festival in Tours, het Fêtes Musicales en Touraine, bijwoonde.
Richter werkte samen met onder meer Sergej Prokofjev, Mstislav Rostropovitch, Benjamin Britten, Dietrich Fischer-Dieskau, David Oistrach, Herbert von Karajan, Dmitri Sjostakovitsj, Peter Schreier en Carlos Kleiber. De laatstgenoemde zag hij als de grootste dirigent met wie hij ooit gewerkt had. 
De filmregisseur Bruno Monsaingeon maakte in 1998 over hem de driedelige documentaire Richter. The Enigma.  
- Biblioteca Nacional de España: XX853168
- Bibliothèque nationale de France: cb12163923q (data)
- Catàleg d'autoritats de noms i títols de Catalunya: 981058523247406706
- CiNii: DA03982454
- Gemeinsame Normdatei: 118600532
- International Standard Name Identifier: 0000 0001 1480 0293
- Library of Congress Control Number: n81085651
- Nationale Bibliotheek van Letland: 000039362
- MusicBrainz: 2014bfbb-c65d-45dc-9973-35bead3833fa
- Bibliotheek van het Japanse parlement: 00621379
- Nationale Bibliotheek van Tsjechië: jn20000604649
- Nationale bibliotheek van Australië: 35355859
- Nationale Bibliotheek van Israël: 987007267011705171
- Nationale Bibliotheek van Polen: a0000001682176
- Nationale en Universitaire bibliotheek Zagreb: 000478519
- Nederlandse Thesaurus van Auteursnamen: 070846170
- LIBRIS: 213399
- SNAC: w6zs2zpr
- Système universitaire de documentation: 030167442
- Trove: 923600
- Virtual International Authority File: 110760369
- WorldCat: E39PBJB8t8Q6k9PyWVVMpQCJDq